# Дърманци
Дърмàнци е село в Северозападна България, община Мездра, област Враца.

## География
Село Дърманци се намира на около 16 km югоизточно от областния център Враца и около 2 km южно от общинския център Мездра. Разположено е в Западния Предбалкан, в подножието на северозападните разклонения на планинския рид Гола глава и прехода към Мездренската хълмиста област, откъм десния бряг на река Искър при излизането ѝ от Искърския пролом, на около километър източно и южно от реката, която на това място прави десен завой на изток. Надморската височина при църквата в селото е около 233 m и нараства към възвишенията на изток.
Климатът е умереноконтинентален, почвите в землището са предимно алувиално-ливадни и сиви горски.
Общински път свързва Дърманци с минаващия западно покрай селото първокласен републикански път I-1 (част от Европейски път Е79) и по него на север – с Мездра, а на изток води към селата Лик, Ослен Криводол, Синьо бърдо и други.
Землището на село Дърманци граничи със землищата на: град Мездра на север; село Брусен на изток; село Лик на югоизток; село Типченица на юг; село Ребърково на югозапад; село Крета на запад.
Населението на село Дърманци наброява 802 души при преброяването към 1934 г., 489 – към 1985 г. и 316 (по текущата демографска статистика за населението) – към 2020 г.
При преброяването на населението към 1 февруари 2011 г., от обща численост 356 лица, за 337 лица е посочена принадлежност към „българска“ етническа група, а за останалите не е даден отговор.

## История
Дърманци е средновековно българско селище; споменава се в турски документи от 15 век (1435 г.). През годините селото сменя местоположението си три пъти. Преди Освобождението в селото е открито килийно училище в къщата на учителя Тодор Николчов. През 1952 г. се построява сграда на читалището. През 1961 г. в селото се създава женски народен хор..
На 10 март 2013 г. в Дърманци се открива храм „Свети Софроний – Епископ Врачански“.

## Население
Преброяване на населението през 2011 г.
Численост и дял на етническите групи според преброяването на населението през 2011 г.:
|                     | Численост | Дял (в %) |
| Общо                | 356       | 100,00    |
| Българи             | 337       | 94,66     |
| Турци               | 0         | 0,00      |
| Цигани              | 0         | 0,00      |
| Други               | 0         | 0,00      |
| Не се самоопределят | 0         | 0,00      |
| Неотговорили        | 19        | 5,33      |

## Обществени институции
Село Дърманци към 2022 г. е център на кметство Дърманци.
В село Дърманци към 2022 г. има:
- действащо читалище „Подем – 1926 – Дърманци“;[11][12]
- православна църква „Свети Софроний – Епископ Врачански“;

## Редовни събития
Всяка година се провежда празник на селото в последната събота от месец юни.

## Личности
Родени в Дърманци
- Веселка Янкова, основателка на женската фолклорна група, печелила редица награди
- Димитър Македонски (1914 – 1993), български художник, по произход от Костурско
- Иван Вутов (р. 1944), български футболист

Починали в Дърманци
- Димитър Иванов Николов, наречен Македонски (1861/62 – 1917), български революционер и строител
- Иракли Димитров Николов Македонски (11 юли 1885 – 5 март 1954), български просветен деец, учител и училищен инспектор в Искърския край, кмет на Дърманци и на Рашково